# Pascale Bougeault
 (février 2018).
Pascale Bougeault, née en 1958 à Bourges, est une auteure-illustratrice de littérature pour la jeunesse.

## Biographie
Influencée par son oncle architecte Bernard Bougeault, Pascale Bougeault s’inscrit au lycée technique Adolphe-Chérioux à Vitry-sur-Seine pour obtenir un brevet de technicien « collaborateur d’architecte » en 1978. Elle poursuit ses études à la Sorbonne Paris 1 en Histoire de l’art et se sent plus attirée par les arts précolombiens et les arts asiatiques[évasif]. Elle obtient une licence d’histoire de l'art et d’archéologie en 1981 à l’Institut Michelet. C’est à partir de la passion communicative de Paul Gendrop (es) qu’elle part pour son premier voyage au Mexique, Guatemala et Belize découvrir les restes des civilisations mésoaméricaines. Parallèlement, elle se forme au métier de bibliothécaire qu’elle pratiquera quelques années avec pour spécialité la bande dessinée adulte. Elle y fera trois rencontres déterminantes : Jacques Ferrandez, Edmond Baudoin et Jean Teulé.
Elle reprend des études de dessin à l’école Duperré en centre artisanal, arts narratifs figurés avec Yves Got, et de dessin Beaux Arts de la ville de Paris. Elle y rencontre Anne Baraou et Corinne Chalmeau. Elles fondent les éditions Hors Gabarit, micro-maison d'édition qui fonctionne de 1990 à 1995.
Son goût pour les voyages remplit ses carnets de croquis de voyage, en Afrique, Asie, Amérique Latine, Antilles, base de son inspiration.
Depuis elle a publié une quarantaine d’albums pour la jeunesse, principalement à l’École des Loisirs, illustré plusieurs livres et collaboré aux revues PLGPPUR, Le Lézard, Gault et Millau, Le Monde de l’éducation, Le Monde supplément région, et donne depuis 2014 une chronique trimestrielle dans Jardinot  consacrée aux petits trucs du jardin écolo.
Elle est membre de la Charte des Auteurs Jeunesse.

## Édition
1991
- La Siesta - Hors-gabarit. Texte Anne Baraou [5]  (ISBN 2-908595-00-1)
- Raoul le poulpe - Éditions Circonflexe coll. Livre-scratch[6]  (ISBN 978-2878330441)
- Printemps et autres saisons – J. M. G. Le Clézio, dessin de couverture, Folio Gallimard,  (ISBN 2-07-038377-6)

1992
- Compte à rebours à Kourou - Albin Michel Jeunesse/Cité des sciences et de l’industrie - coll. Carnets du monde [7] Texte d’Isabèl Santos  (ISBN 978-2226054883)

1993
- Dora demande des détails - L’école des loisirs - Coll. Mouche[8].Texte de Nancy et Léa Huston  (ISBN 9782211044318)
- Mimi perd sa place - L’école des loisirs [9] (isbn 978-2-21102-446-4)

1994

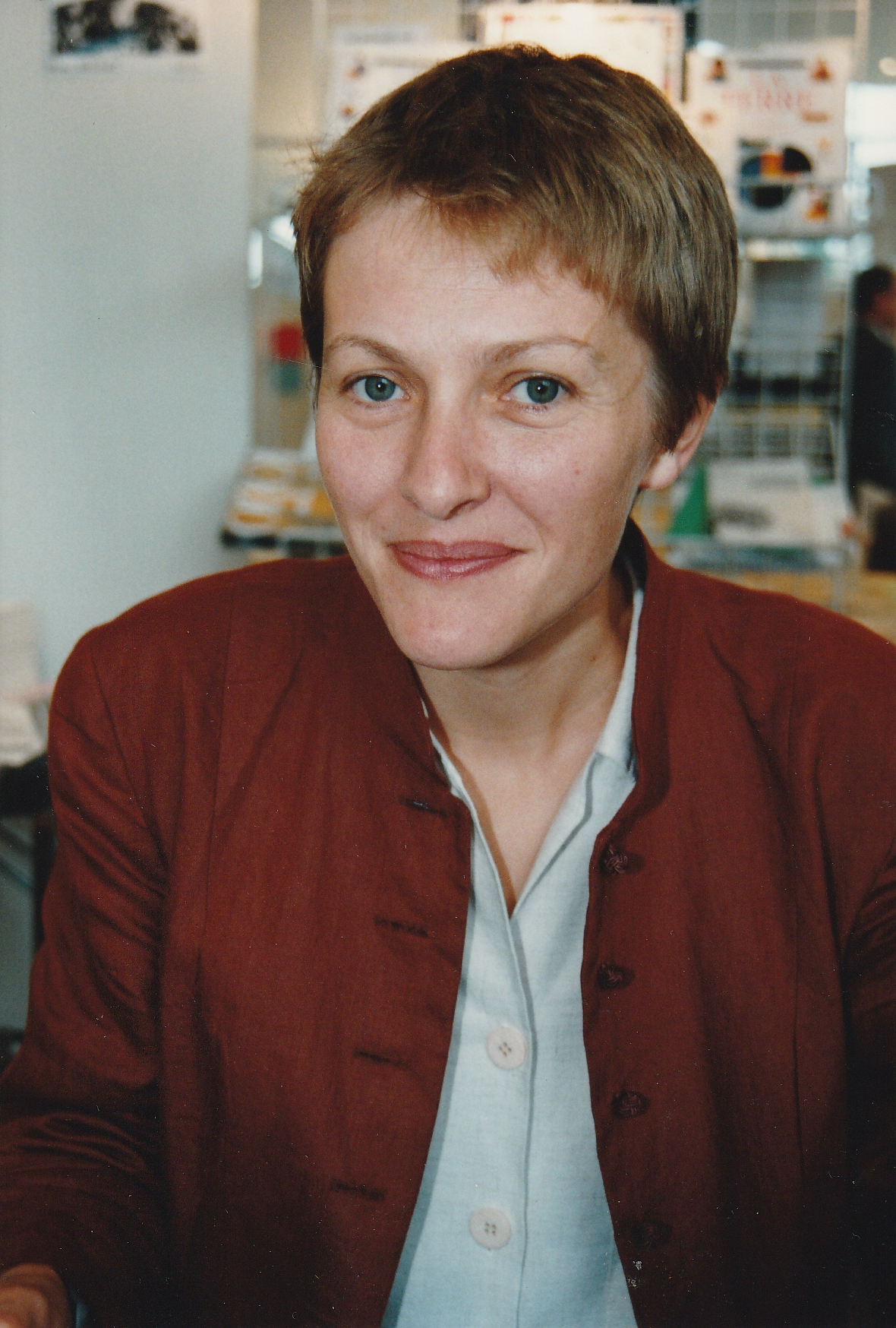
Pascale Bougeault présentant Mon premier atlas au Festival international de géographie en 1994.

- Au clair de la lune. Mes croquis de maternité - Éditions du Seuil
- Mimi et Angelo - L’école des loisirs
- Mon premier atlas - Éditions du Seuil jeunesse. Texte de Gérard Chaliand

1995
- Va et vient - Hors Gabarit - Texte de Anne Baraou

1996
- Maman au secours ! - L’école des loisirs

1997
- Limpopo - L’école des loisirs album ou Lutin poche. Un conte de Rudyard Kipling adapté pour les petits par Gérard Chaliand. Prix « Octogone » 2000 décerné par le CIELJ.

1999
- Les tâches du léopard - École des loisirs coll. lutin poche. Un conte de Rudyard Kipling adapté pour les petits par Gérard Chaliand. Prix « Octogone » 2000 décerné par le CIELJ.
- Pourquoi si fâchée ? Petit catalogue d’art traditionnel - L’école des loisirs. Prix « Octogones » 1999, décerné par le CIELJ.

2000
- Peppino - L’école des loisirs album, Lutin poche. Prix « Livrentête » 2001 - Culture et bibliothèque pour tous.
- Tatou-Tatou - L’école des loisirs. Un conte de Rudyard Kipling adapté pour les petits par Anne Baraou

2001
- Bon à croquer - L’école des loisirs
- Jeudi, Gaspard a mal aux dents - L’école des loisirs coll. Mouche, texte de Valérie Dayre
- Mam’zelle - L’école des loisirs album, Lutin poche

2002
- Bouh et la vache magique - Edicef/Couleur locale coll. Le caméléon vert, texte de Abdourahman A. Waberi
- Contes peuls - Mère-Lionne - L’école des loisirs. Contes recueillis et traduits par Christiane Seydou.
- Rien du tout - L’école des loisirs

2003
- Galipette - L’école des loisirs
- Rosalie chérie - L’école des loisirs album, lutin poche

2004
- Attention fou rire - L’école des loisirs, coll. Mouche. Texte de Nathalie Kuperman
- Chacun dans son lit ! - L’école des loisirs, album, et Lutin poche.

2006
- La photo de classe - L’école des loisirs coll. Mouche
- Le bain - L’école des loisirs

2007
- Viens chez nous - L’école des loisirs
- Yoga-baba - L’école des loisirs

2008
- Beau fraisier - Édition de l’Amandier. Hors série. Texte de Habib Tengour.
- Petit catalogue d’arts premiers - L’école des loisirs. Nouvelle version de « Pourquoi si fâchée », actualisée et enrichie.

- 2009

- L’ouragan - L’école des loisirs
- Ton poney et toi. Galops 1 et 2 de pleine nature – Fédération Française d’Équitation. Texte de Véronique Peschard assistée par Janine Capdeville

2011
- Le voyage à Matinkin – Belin Terres insolites, texte de Marie Félicité Ebokéa

2012
- Promenons nous à Paris - Parigramme - 9 parcours historiques, texte de Sylvie Dodeller  (ISBN 9782840967170)

2013
- Lire est le propre de l’homme : œuvre collective – L’école des loisirs
- Escampette – L’école des loisirs,  (ISBN 9782211212465)
- Le potager de Chloé - Eyrolles jeunesse – les petits bricolos  (ISBN 9782212136616)
- Les abris de jardin de Martin - Eyrolles jeunesse – les petits bricolos

2014
- Plein les mirettes – Bibliothèque Départementale de la Mayenne - jeu sur le patrimoine de la Mayenne

2015
- Mon métier à tisser - Eyrolles, collection Les petits bricolos  (ISBN 9782212138573)
- Mes petites teintures - Eyrolles, collection Les petits bricolos  (ISBN 9782212138580)

2018
- De quelle couleur es-tu ? – Caribulles -  (ISBN 979-10-94109-02-1)
- Comment maman a tué le chef des pamplemousses - Rue de L’échiquier jeunesse [10] -  (ISBN 978-2-37425-133-2)
- Bornéo/Bali, carnet de voyage, librement accessible sur Calimeo [11]

2019
- Beau fraisier, Une enfance à Alger - édition bilingue franco-allemande – Bübül Verlag - Berlin [12] -  (ISBN 978-3-946807-42-1)

2020
- Yoga Baba – L’école des loisirs – coll. Lutin poche [13]-  (ISBN 9782211087957)

- La famille Puzzle, petites chroniques de la famille recomposée - Rue de L’échiquier jeunesse [14]  (ISBN 978-2-37425-199-8)  Finaliste du prix UNICEF 2023 littérature jeunesse 2023[15] catégorie 9-12 ans.

2021
- Un ange est passé – Christine Sagnier, dessin de couverture, édition Zinedi [16] –  (ISBN 978-2-84859-222-0)

2023
- Viens chez nous en Guyane, texte et illustration, édition Plume Verte[17] –  (ISBN 978-2-35386-062-3)

2024
- Peppino, la soirée pyjama, texte et illustrations, Félis Editions - vidéo de présentation –  (ISBN 978-2-95955-140-6)

## Expositions individuelles
- 2002 : Salon de coiffure Alain Delcourt, l’Art à la page, Paris « Rien du tout »
- 2007 : Hôtel de ville, Cachan « Les reines du gymnase »
- 2008 : Alliances Françaises de Dubaï et d’Abou Dhabi « Beau fraisier »
- 2008 : Bibliothèque Francophone Multimédia – Limoges « Familles d’ici et d’ailleurs »
- 2008 : Bibliothèque Universitaire de Saint-Quentin-en-Yvelines « Beau fraisier »
- 2008 : Salon du Livre jeunesse de Ribécourt-Dreslincourt.
- 2009 : Bibliothèque Malraux Paris, « Au galop ! »
- 2009 : Centre Culturel Français de Douala, Cameroun « Nawa, naissance d’un album »
- 2010 : Galerie de la Ferme du Mousseau, Élancourt « Petit catalogue d’Art Premier »
- 2011 : Médiathèque, Rennes « L’enfant et la famille, d’ailleurs et d’ici »
- 2012 : Les petits bouquineurs, Rennes « Viens chez nous »
- 2014 : Art à la page, Paris Accumulations
- 2014 : IUFM, Bourges « Tous à table »
- 2015 : Sous les couvertures, Argenteuil, « Beau fraisier »
- 2016 : Médiathèque de Baie-Mahault - Guadeloupe - « Les aventures de Lucette »
- 2017 : Médiathèque de l’hôpital Robert Debré - Paris - « Petit catalogue d’arts premiers »
- 2018 : Médiathèque Bettino Lara – Basse Terre – Guadeloupe - « Les aventures de Lucette »
- 2018 « Petit catalogue d’arts premiers » Le nouveau monde - Villeneuve la Garenne (92)
- 2019 : Cafe Lawrence – Berlin – « Beau Fraisier, une enfance à Alger »
- 2021 : Médiathèque Louis Pergaud - Arcueil (94) « Les aventures de Lucette »
- 2024 : La Bibliothèque Forney sous l'œil d'une artiste : chroniques illustrées [18] • Paris (75)

## Expositions collectives
- 1999 : « Impressions d’Afrique ». Bibliothèque Départementale de l’Oise.
- 2000/2001 : « Italiennes ». Amiens, Beauvais, Senlis, Compiègne.
- 2001 : « Impressions du Mali ». Bibliothèque municipale, Amiens.
- 2002 « Les mille et une nuit ». Bibliothèque municipale, Amiens.
- 2004 : « Le petit cochon illustré » Abbaye de Saint Riquier.
- 2015 : Tous à table – Asnières
- 2015 : Dans les coulisses d'un album, CRILJ
- 2015 :  Salon du livre de la porte de Versailles – Paris  « L'impertinence : 50 ans de l'École des loisirs
- 2015 : Grange Gallieni – Cachan (94) – Journée de la femme. « Portraits de femmes »
- 2021 : Zaza’s Arcueil (94) « Et si on dansait… »
- 2024 : Hommage à Corentin[19], Musée de l’Illustration Jeunesse, (MIJ), Moulins (03): 70 Artistes rendent hommage à Philippe Corentin

## Autres

### 2014
- Peintures réalisées sur les murs du service pédiatrie de l'hôpital Necker, Paris, dans le cadre de l'opération Les illustrateurs de l'École des Loisirs à l'hôpital Necker [20]

### 2016
- Spectacle : « Le petit garçon qui rêvait d'espace » d’après Jean Giono, dessins en direct sur iPad projetés sur les décors de cette pièce, avec la marionnettiste Marie Vitez et la Compagnie Parallel Theatre - Paris

## Prix
- 2001 : « Peppino », Livrentête 2001, Culture et bibliothèque pour tous
- 2000 : « Pourquoi si fâchée ? »; Prix Ricochet documentaire 2000 ». CILJ
- 2000 : « Pourquoi si fâchée ? » nomination « Lire à Limoges 2000 »
- 2000 : « Pourquoi si fâchée ? » nomination « Deutsche Jugendliteraturpreis » Francfort